# Turdoides hartlaubii
Turdoides hartlaubii là một loài chim trong họ Leiothrichidae.